# پروپافنون

فرمول سازمانی بدون استریو شیمی

پروپافنون (به انگلیسی: Propafenone)
رده درمانی: داروهای ضد آریتمی
اشکال دارویی: قرص

## موارد مصرف
پروپافنون در آریتمی‌های‌بطنی، تاکی آریتمی های حمله‌ای فوق بطنی (فلوتر یا فیبریلاسیون گهگیر دهلیزی) و تاکیکاردی‌های گهگیر (حمله‌ای)، در صورتیکه درمان استاندارد بی‌اثر باشد یا منع‌مصرف داشته باشد، استفاده می‌شود.

## مکانیسم اثر
عوامل رده IC هیچ تأثیری بر مدت پتانسیل عمل ندارند. این دارو با مسدود کردن کانالهای سدیمی فعال موجب کاهش خودکاری قلب شده و هدایت و تحریک پذیری را مهار می‌کند. همچنین طول دوره تحریک ناپذیری را طولانی می‌کند. این دارو برخلاف سایر داروهای رده IC دارای اثر ضعیف مسدد گیرنده بتا آدرنرژیک و مسدد کانالهای کلسیم نیز می‌باشد.

## عوارض جانبی
یبوست، تاری دید، خشکی‌دهان، گیجی، تهوع، استفراغ، خستگی، مزه‌فلزی و تلخ، اسهال، سردرد، واکنش‌های آلرژیک پوستی، افت فشارخون وضعیتی، کاهش ضربان قلب، بلوک سینوسی ـدهلیزی، بطنی و داخل بطنی و اثرات‌آریتمی‌زایی از عوارض جانبی داروهستند.

## استریو شیمی
پروپوفنون شامل یک استریو سنتور است و شامل دو انانتیومر است. این یک racemate است، یعنی ترکیبی از 1: 1 ( R ) و ( S ) - فرم:
| انانتیومراز پروپوفنون   | انانتیومراز پروپوفنون   |
| ----------------------- | ----------------------- |
| CAS-Nummer: 107381-31-7 | CAS-Nummer: 107381-32-8 |